# Carenza Lewis
Carenza Rachel Lewis (*1964) és una arqueòloga britànica.
Va estudiar a la Universitat de Cambridge, on va coordinar una comissió encarregada de l'estudi dels monuments de Wessex. També va participar en projectes similars, estudiant les restes arqueològiques de les terres altes d'Escòcia.
És molt coneguda a Anglaterra per la seva participació en programes de televisió creats per la BBC.

## Obra més important
- Michael Aston i Carenza Lewis (eds.) El paisatge medieval de Wessex. Oxford 1994
- Carenza Lewis. Llogaret, llogaret i camp: Establiments medievals que canvien a Anglaterra central (premsa 1997 de la Universitat de Mánchester)
- Carenza Lewis, Phil Harding i Mick Aston, ed. Sastre De Tim, Timechester De l'Equip Del Temps: UNA companyia de l'arqueòleg. Londres 2000